# Georg Mierdel
Georg Otto Richard Mierdel (* 5. März 1899 in Rathenow; † 29. Juni 1987 in Dresden) war ein deutscher Elektrotechniker, Physiker und Hochschulprofessor.

## Leben

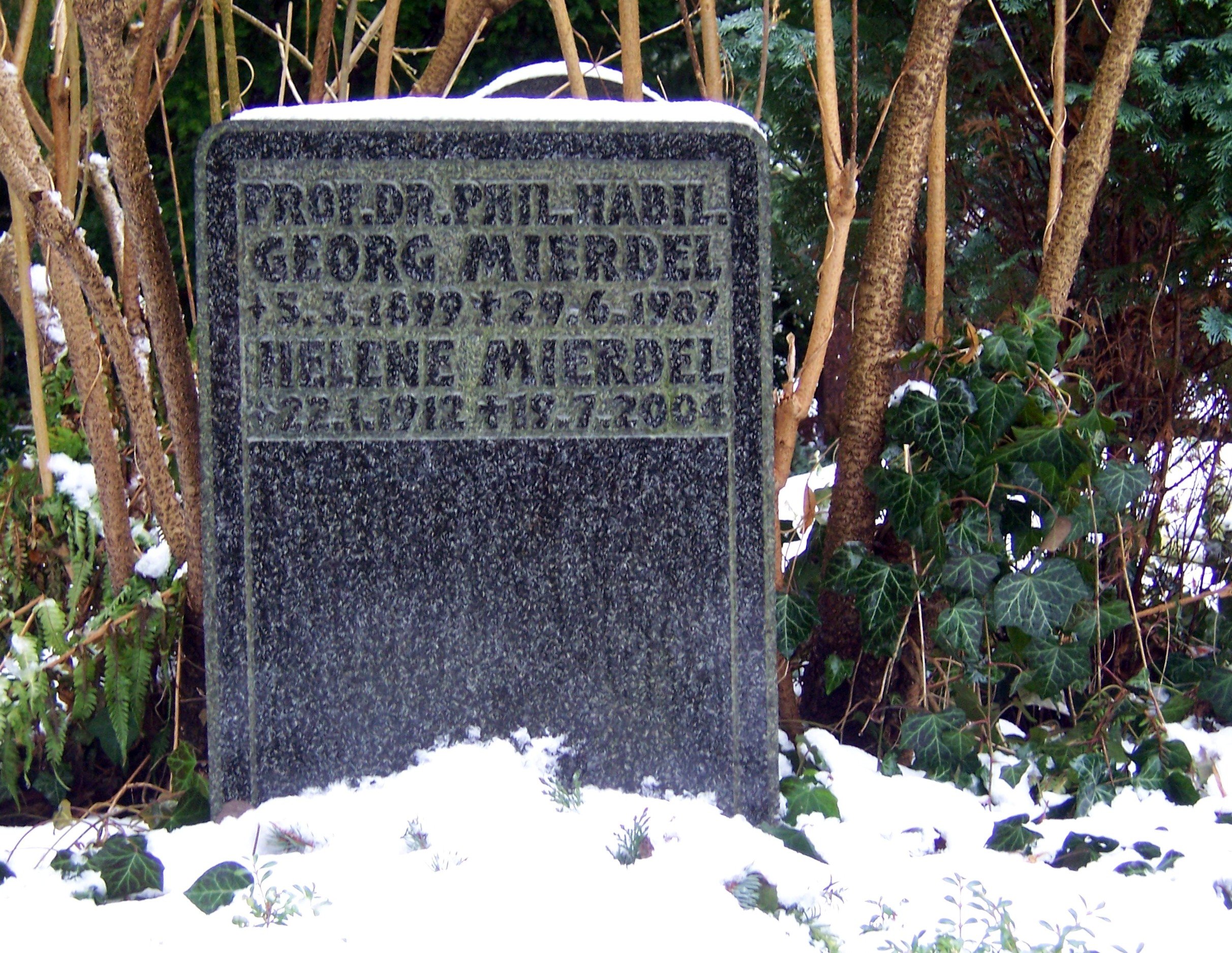
Grab Georg Mierdels auf dem Äußeren Plauenschen Friedhof in Dresden

Georg Mierdel wurde 1899 als Sohn des Kaufmanns und Mühlendirektors Franz Mierdel und seiner Frau Margarethe Erbe in Rathenow in Brandenburg geboren. Er studierte von 1917 bis 1919 zuerst in Marburg Mathematik, Biologie und Physik und von 1919 bis 1921 in Greifswald unter anderem bei Johannes Stark und Rudolf Seeliger Physik und Mathematik sowie Zoologie und Musik. Georg Mierdel promovierte 1920 im Fach Physik mit seiner Arbeit Experimentelle Untersuchungen der Anregungsfunktionen und arbeitete anschließend als Assistent am Physikalischen Institut der Universität Greifswald. Ab 1928, dem Jahr seiner Habilitation zum Thema „künstliche Atomzertrümmerung“, war er in Greifswald auch als Privatdozent tätig. Ab 1930 bis zum Ende des Zweiten Weltkriegs arbeitete er bei Siemens & Schuckert in Berlin als Laboratoriumsleiter auf dem Gebiet der Physik und Technik der Gasentladungen.

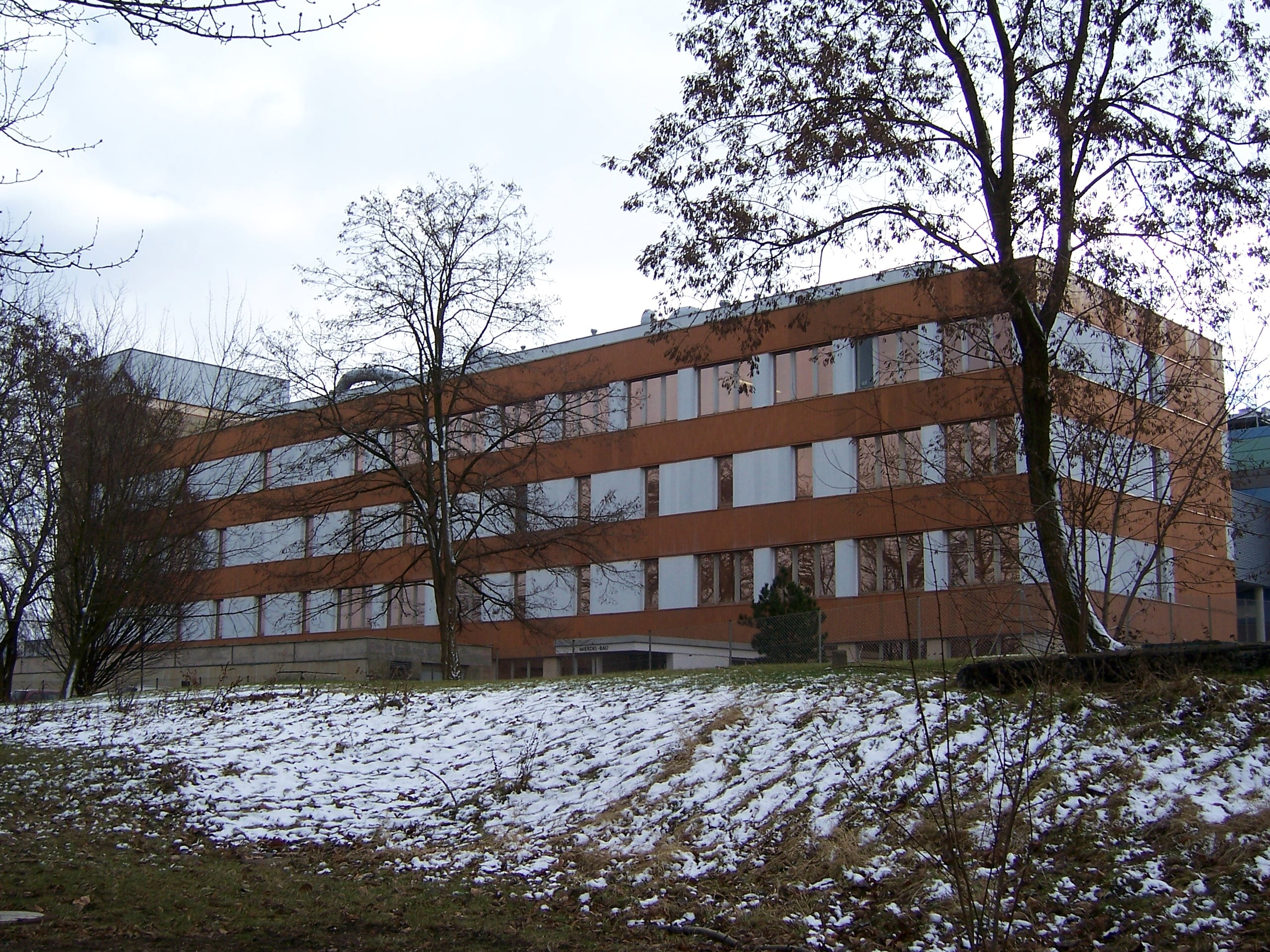
Mierdel-Bau der Technischen Universität Dresden

Im Jahr 1938 wurde er als außerordentlicher Professor für Gasentladungstechnik an die TH Berlin-Charlottenburg berufen. Nach Ende des Zweiten Weltkriegs wirkte Georg Mierdel zunächst in der Industrie in der Tschechoslowakei und wurde 1953 stellvertretender Direktor im Institut für Gasentladungsphysik der Deutschen Akademie der Wissenschaften der DDR in Greifswald. Im September desselben Jahres ging er nach Dresden und wirkte von da an als Professor für Theoretische Elektrotechnik mit Gleichrichter und bis 1957 als Direktor des Instituts für Allgemeine Elektrotechnik an der Fakultät Elektrotechnik der dortigen Technischen Hochschule. Hier führte er neue Forschungsgebiete wie Halbleiterphysik, Atomphysik und Regelungstechnik in die Lehrpläne des Instituts ein und wurde 1956 zum Dekan der Fakultät Elektrotechnik gewählt. 1961 wurde er mit dem Vaterländischen Verdienstorden in Silber ausgezeichnet. Im Jahr 1962 erhielt Georg Mierdel den Nationalpreis der DDR, zwei Jahre später wurde er emeritiert und starb 1987 in Dresden. Sein Grab befindet sich auf dem Äußeren Plauenschen Friedhof in Dresden.
Seit 1993 trägt das Gebäude des Instituts für Halbleiter- und Mikrosystemtechnik der Fakultät Elektrotechnik der TU Dresden den Namen Mierdel-Bau.

## Schriften
- Der elektrische Strom im Hochvakuum und in Gasen (1943)
- Aufgaben zur Theoretischen Elektrotechnik (1959)
- Selengleichrichter (1959)
- Handbuch der Elektrotechnik (1963)
- Elektrophysik (1968)
- Was ist Plasma? (1973)